# Товарищество механического завода В. Г. Столль и компания в Воронеже
Товарищество механического завода В. Г. Столль и К° в Воронеже — российская компания. Штаб-квартира компании располaгалась в Москве, а до 1913 г. в Воронеже.

## История

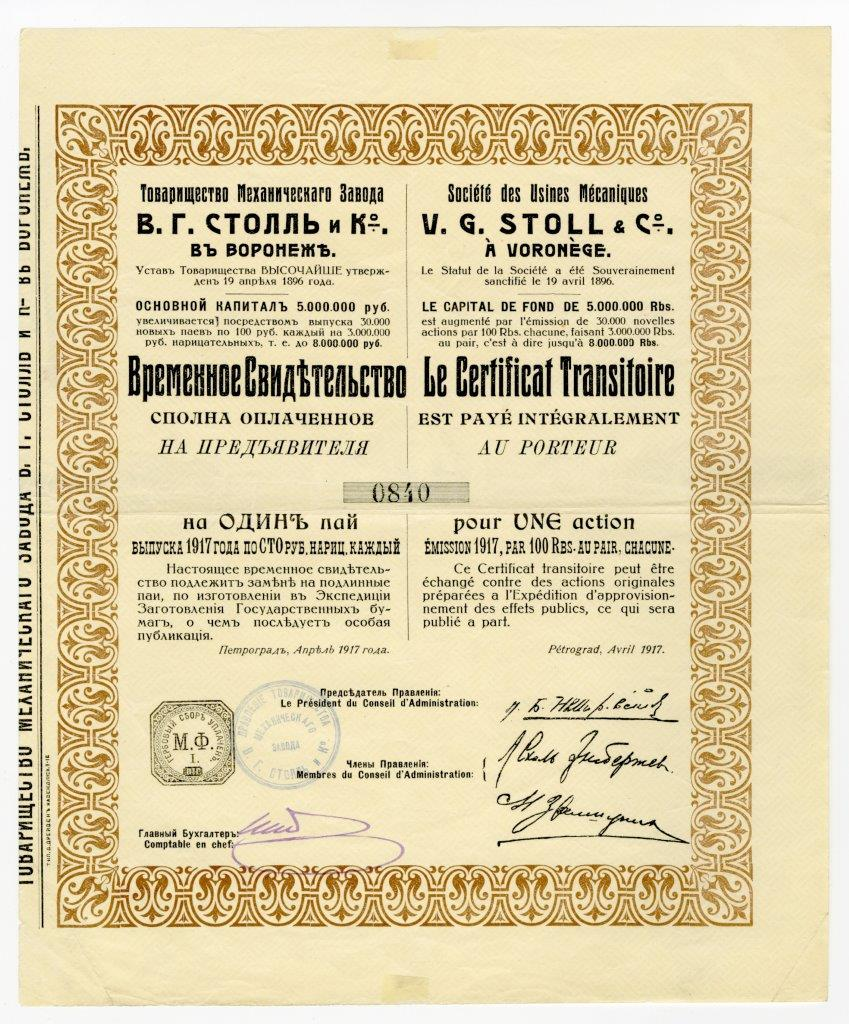
Временное свидетельство сполна оплаченное на предъявителя на один пай выпуска 1917 г. по 100 руб. нарицательных каждый. Петроград, апрель 1917 г.

Компания основана в 1896 году сыном российского немца В. Г. Столлем. Первоначально Вильгельм Германович, обучавшийся на физико-математическом факультете С.-Петербургского университета и завершивший образование в Берлине, открыл в 1869 г. в Воронеже механическую мастерскую, которая спустя десять лет превратилась в оснащенное самой современной на тот момент техникой механическое производство «Товарищество механического завода Столль и компания». Свое окончательное название компания получила спустя ещё 17 лет (Устав Высочайше утвержден 19 апреля 1896 г.). На момент регистрации основной капитал Товарищества механического завода В. Г. Столль и К° составлял 5 млн руб. с последующим увеличением посредством выпуска 30 тыс. новых паёв по 100 руб. каждый до 8 млн руб.
На рубеже веков Товарищество «В. Г. Столль и Ко», помимо производства в Воронеже, располагало порядка 80 складами и центрами обслуживания оборудования по всей стране. В 1901 г. компанией был открыт завод в Челябинске. Компания изготавливала машины и технику для сельского хозяйства и пищевой промышленности — плуги, соломорезки, оборудование для мельниц, маслобойные машины и т. п. Продукция под маркой Товарищества В. Г. Столля регулярно принимала участие в самых престижных международных выставках, периодически отмечаясь на них высокими наградами.
В годы Первой мировой войны на предприятиях Столля размещались большие военные заказы, заводы изготавливали, в частности, 2-тактные 25-сильные двигатели, дизели, гидравлические прессы, станки для обработки гранат, а также полевые кухни.
После революции Товарищество Столля было национализировано и переименовано. С 1917 по 1922 годы завод носил имя «Металлист» и был на тот момент одним из крупнейших заводов в Европе. В 1922 году получил название «Механический завод им. Ленина».